# Chiesa di Sant'Antonino Martire (Quattro Castella)
La chiesa di sant'Antonino Martire è un edificio di culto cattolico situato a Quattro Castella, in via Marconi, in provincia di Reggio Emilia. La chiesa è sede della parrocchia omonima del vicariato della Val d'Enza della diocesi di Reggio Emilia-Guastalla.

## La storia
L'attuale chiesa parrocchiale sorge nell'area e sui ruderi di un'antica chiesa matildica, restaurata nel 1112 - secondo un'epigrafe incisa su pietra di arenaria e incastonata all'interno della chiesa all'altezza del primo capitello di destra - a sua volta preceduta in località Ghesiòla da una chiesetta databile a qualche secolo prima del Mille ed eretta non appena il cristianesimo si fu consolidato in questa fascia pedemontana.

### L'antica chiesa matildica

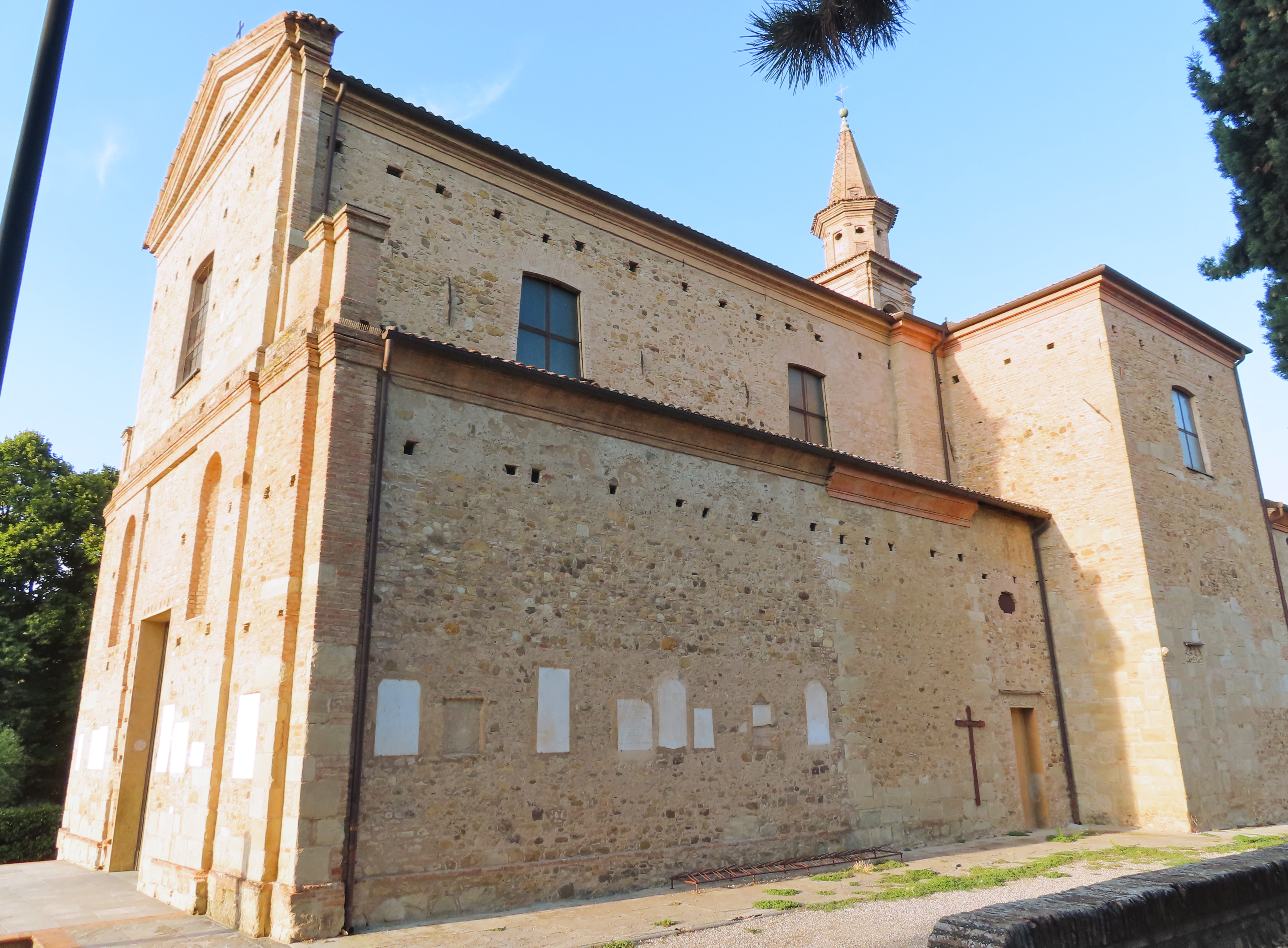
Facciata e lato sud

Resta tuttora legata a un'affascinante ipotesi la controversa tesi di una primordiale chiesa, sorta a Quattro Castella nel 385, come affermerebbe l'epigrafe. Sta di fatto che sulla strada pre-romana, che correva lungo l'asse Montefalcone-Mediano, non era assurdo trovare una chiesa nel secolo IV, quando il fervore neo-cristiano scaglionava, secondo un ritmo culturale del tempo, cappelle e maestà sulle strade di maggiore transito e a distanza di una giornata di cammino tra loro. Ciò che non possono testimoniare gli esperti per mancanza di raffronti e di testimonianze, lo possono intuire gli storici colmando certe lacune. Lo stesso Andrea Balletti, storico locale, crede nella chiesetta del IV secolo.
La chiesa matildica non era molto spaziosa, ma certamente costruita con buon gusto e a buon fine, come dimostrano i blocchi squadrati di arenaria e i frammenti scolpiti, ancora visibili all'esterno della chiesa e nella sagrestia. La chiesetta, allora orientata a Nord, invecchiò, e verso la metà del 1500 si pensò di ricostruirla completamente, a croce latina, con uno stato di avanzamento dei lavori legato alle scarse finanze e alla proverbiale flemma degli operatori di quel tempo. Si diede priorità all'abside, al presbiterio e al transetto.
Nel 1615 si iniziò la navata, vennero sistemati altri quattro altari e vennero aperte due porte laterali. Il vescovo Marliani, in visita pastorale nel 1664, la trovò così, ancora incompleta e con una vaga forma a croce greca.
Il grosso dei lavori a completamento della chiesa venne affrontato e condotto a termine dal priore Alfonso Canossa, dal 1701 al 1716. Venne prolungata la navata per circa nove metri, si aggiunsero gli altari di San Pietro e di San Luigi e venne approntata la facciata, rimasta poi incompiuta per motivi sconosciuti.

### Lavori nel Novecento

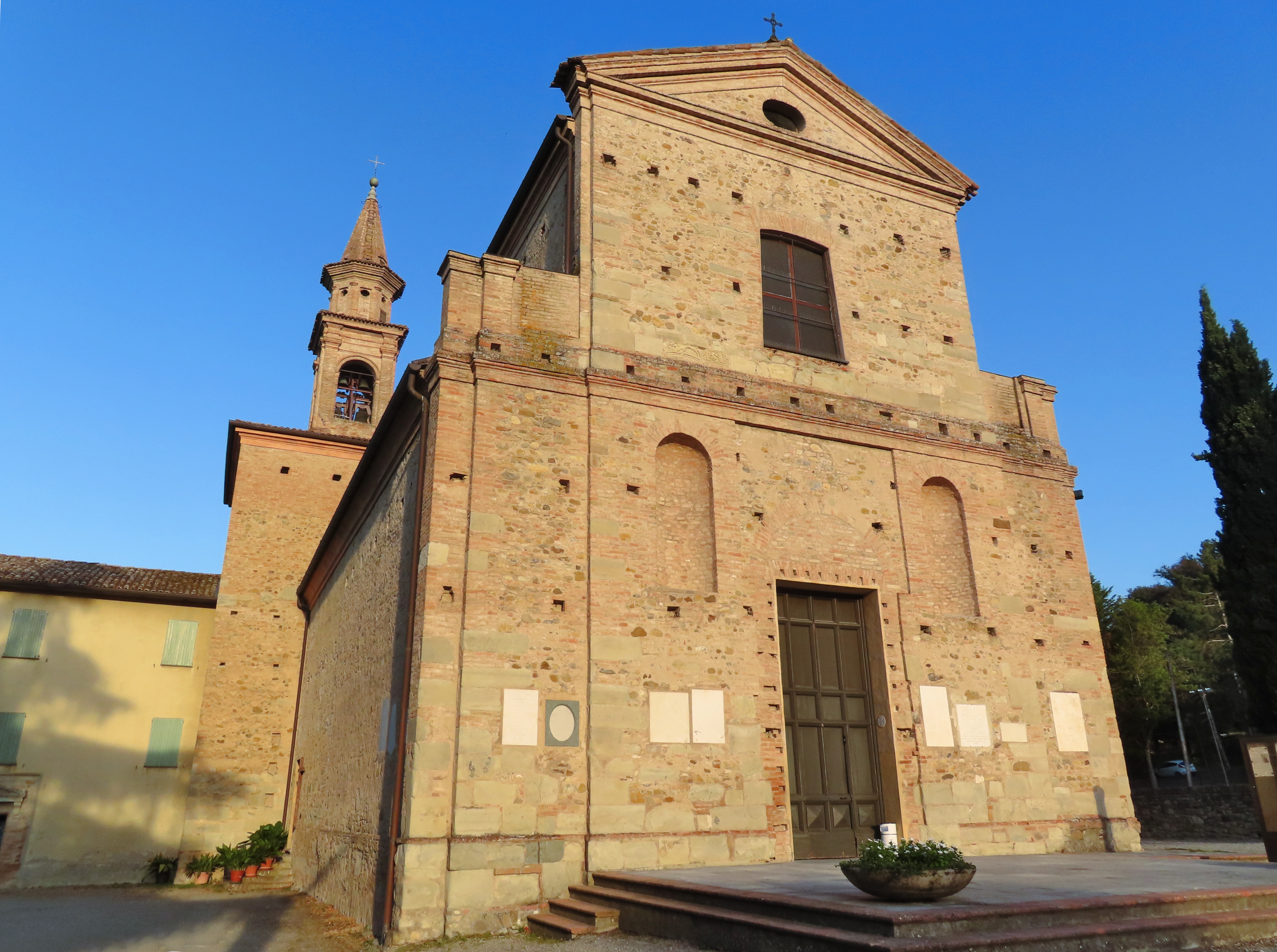
Facciata e lato nord

Altri lavori di consolidamento e di finitura, fuori e dentro la chiesa, vennero eseguiti sotto l'arciprete Luigi Bertani (1935-1937) con il contributo del pittore G. Baroni (Ascensione, Trionfo del Santissimo Sacramento e altre varie decorazioni in chiaroscuro) e dell'ingegnere T. Ferrari; la chiesa venne consacrata il 10 ottobre 1937 dal vescovo E. Brettoni. Le croci apposte sulle colonne testimoniano la consacrazione.
Sulla facciata e sui fianchi della chiesa restano i fori nei quali vennero infisse le travi dell'impalcatura durante i lavori dell'erezione dei muri e alcune lapidi, precarie testimonianze dell'antico cimitero.
La chiesa, molto apprezzata per le sue doti di contenitore religioso e artistico, è stata oggetto di un intervento conservativo di portata radicale, completato nel 1992 con la ristrutturazione della "reggia" antistante la porta principale.
Il restauro interno e il ricupero pittorico della chiesa di Sant'Antonino hanno seguito un iter piuttosto anomalo, tra l'inevitabile morsa della burocrazia e l'intervento di un istituto bancario. Nel 1988, l'arciprete don Canovesi comincia a dibattere il tema; incarica poi l'architetto Francesco Tarasconi di elaborare il progetto e di avviare le pratiche necessarie. Passano i mesi, contrassegnati da una generale indifferenza e da un palpabile pessimismo sul reperimento delle fonti di finanziamento. Nel novembre 1989, dopo la pubblicazione sul bollettino parrocchiale di un brioso e sconsolato manifesto, alla ricerca di uno sponsor danaroso, il cardiologo dr. Pietro Ferretti si offre come intermediario, indicando come potenziale fonte di sponsorizzazione l'istituto bancario Monte dei Paschi di Siena, che da poco tempo ha aperto uno sportello a Reggio.
Trascorrono molti mesi in un fitto scambio di corrispondenza triangolare - parrocchia, persone influenti, Monte dei Paschi - fino a che, nel novembre 1990, tre ispettori dell'istituto bancario visitano la chiesa di Sant'Antonino e si rendono conto personalmente dei lavori da effettuare.

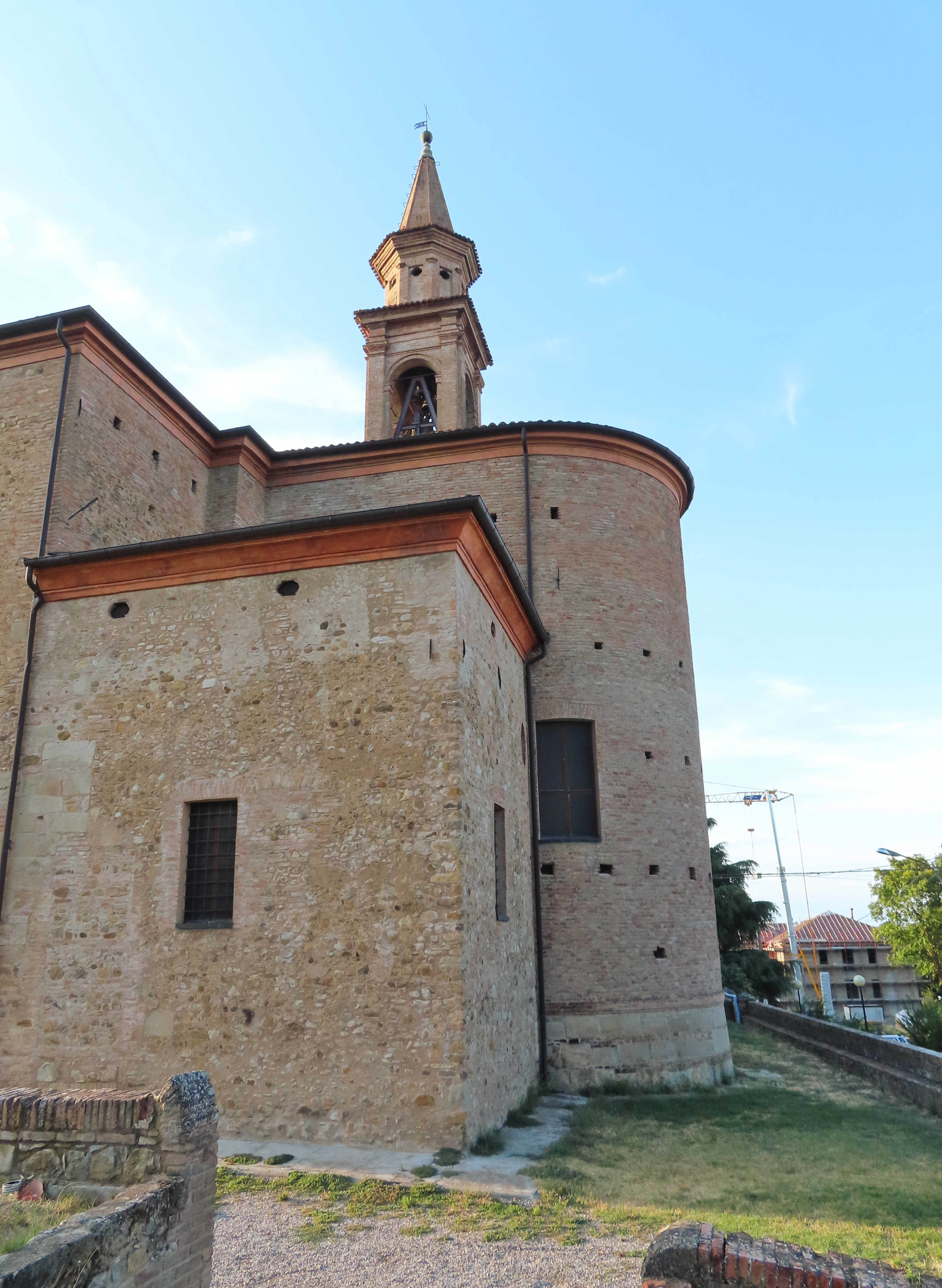
Abside

Nel gennaio del 1991 la bella notizia: il Monte dei Paschi dispone una notevole somma a favore del restauro interno della chiesa.
Nel giugno del 1991 iniziano i lavori di restauro affidati alla ditta Clessidra di Montecchio, diretti dall'architetto F. Tarasconi, e coordinati dalla Soprintendenza per i Beni Ambientali e Architettonici di Bologna. Il completamento dei lavori ha rispettato i tempi concordati, compreso il restauro delle ancone e del Battistero, coordinato, quest'ultimo, dalla Soprintendenza alle Belle Arti di Modena, la quale, constatata la felice risultanza dei lavori, ha promesso il restauro a proprie spese di tre quadri ad olio della chiesa.

Il Natale del 1991 ha segnato una data memorabile: la chiesa di Sant'Antonino è stata riportata al suo originario splendore. A ricordo dell'avvenimento è stata collocata in fondo alla chiesa questa targa: 
« A CONCLUSIONE DELLE OPERE DI RESTAURO GENERALE, ESEGUITE NELLA CHIESA DI S. ANTONINO M., GRATI ALLA PROVVIDENZA DI DIO E ALLA GENEROSITÀ DEGLI UOMINI, PAOLO GIBERTINI vescovo, ANGELO CANOVESI arciprete, FRANCESCO TARASCONI architetto, direttore dei lavori, CLESSIDRA S.N.C. operatrice, MONTE DEI PASCHI DI SIENA sponsor. NATALE 1991. »